# 岩下兄弟
岩下兄弟株式会社（いわしたけいてい）は、熊本県人吉市に本社を置くパチンコ・チェーン店である。熊本県・宮崎県内に25店舗を展開し、熊本県内では最大のパチンコ店と言われている。グループの総売上高は約1,000億円。社名から明らかなように、兄弟で創業。兄の岩下高矢が先代社長、弟の岩下博明が現在代表を務める。写真家・映画監督の紀里谷和明は博明の長男。

## 店舗
- 熊本県、宮崎県に25店舗を持つ。店舗ブランドについては、創業の地であった多良木町を含む球磨郡内では「銀馬車」、それ以外の地域では「モナコパレス」を使用している。
- その他、小林市内ではホテル「小林シティホテル」を運営している。

## 沿革
下駄の製造販売からパチンコ店に進出して成功した父親の助言で、1949年に、21歳の兄と高校3年生の弟の2人で、父親から引き取った中古の正村ゲージのパチンコ台と母親に用立ててもらった40万円を元手に、多良木町にある実家の下駄倉庫を改装して開店。店名は当時人気があった正村ゲージの名を拝借し、「正村パチンコ」とした。1958年に「岩下兄弟合資会社」を設立。その後、他の弟2名も加えて、熊本・宮崎にて多店舗展開。パチンコ業のかたわら、ラーメン店、し尿汲み取り業、釣り堀、ナイトクラブの経営も行なった。2002年に長男（2004年死亡）に代わって次男の博明が代表に就任。